# Hybolasius trigonellaris
Hybolasius trigonellaris là một loài bọ cánh cứng trong họ Cerambycidae.